# James Dickson & Co

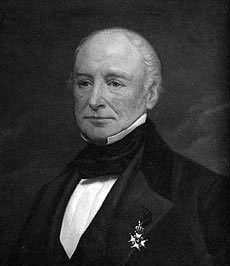
James Dickson.

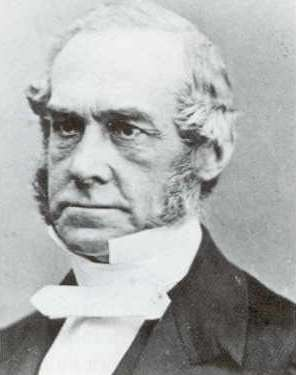
James R:son Dickson.

James Dickson & Co var ett handelshus med säte i Göteborg, grundad av den från Skottland år 1809 invandrade James Dickson, och verksam inom handel och trävaror.
År 1802 slog sig James bror Robert ned i Göteborg som köpman, till en början i mycket liten skala. Han var då tjugo år gammal. Några år senare, 1809, följdes han av James, näst äldst bland sönerna i familjen.
Denne hade med sig lite tyger och kryddor som han sålde för att få startkapital. Affärerna växte snabbt. James sålde brittiska tyger i Sverige och svensk trä och malm till England. Roberts varor var mera blandade. Bägge bröderna gynnades av de europeiska krigen men när det blev fred fick Robert problem. Han ansökte 1816 om konkurs men angav inte freden som orsak utan svårigheter att handla med Nord- och Sydamerika. 
Efter konkursen gick Robert in i broderns firma James Dickson & Co. och i fortsättningen gick det mycket bra för dem. Framför allt James var mycket duglig och målmedveten i affärer. Bröderna hade också fördelen av att en tredje bror, Peter, skötte kontakterna på den engelska marknaden från London. 
Med tiden koncentrerades verksamheten mot firmans sågverk i Värmland och man handlade med egna skepp. Men redan under James tid avvecklades verksamheten i Värmland och inriktades i stället mot Norrland. Det blev Roberts son James R:son Dickson som fick det direkta ansvaret för affärerna där. 
James R:son Dickson sades vara lika duglig som hänsynslös. Det var också han som fick bära ansvaret när firman anklagades för baggböleri, det vill säga köp av timmer som åverkats (hänsynslöst skövlats), på kronans mark. Att den dicksonska sågen i Baggböle köpte timmer av tvivelaktig härkomst är otvistigt. Dock svor sig James Dickson fri från allt ansvar och blev därmed frikänd i rätten. Efter det drog han sig tillbaka till Göteborg och hans kusin Oscar tog över. Även han var indragen i rättsprocesser med liknande anklagelser. 
Affärerna gick dock fortsatt bra och rörelsen expanderade. Som exempel kan nämnas att rederiverksamheten i mitten av 1800-talet var Skandinaviens största och att sågverken dominerande i Norrland. Mot slutet av 1800-talet såldes dock verksamheten och firman avvecklades.